# Maylandia mbenjii
Maylandia mbenjii là một loài cá thuộc họ Cichlidae. Nó là loài đặc hữu của hồ Malawi.